# Ariele
Ariele  è un nome proprio di persona italiano maschile.

## Varianti
- Maschili: Ariel[2][3][4], Ariello[3][4]
- Femminili: Ariel[3], Ariela[3][4], Ariella[2][3][4]

### Varianti in altre lingue
- Catalano: Ariel[5]
- Ebraico: אֲרִיאֵל ('Ari'el)[6]
  - Ipocoristici: אָרִיק (Arik)[6]
- Francese: Ariel[6]
  - Femminili: Arielle[6]
- Greco biblico: Αριηλ (Ariel)[2][6]
- Inglese: Ariel[6][7]
  - Femminili: Ariel[6], Ariella[6]
- Latino: Arihel[6], Ariel[1][2]
- Polacco: Ariel
- Spagnolo: Ariel[5]

## Origine e diffusione
Deriva dal nome ebraico אֲרִיאֵל ('Ari'el), il cui significato è dibattuto: viene interpretato come "leone di Dio" (lo stesso di Othniel), "dono di Dio", "potente", "altare di Dio", "cuore dell'altare" o solo "altare". È presente diverse volte nell'Antico Testamento, dov'è usato sia come nome di persona (2Sam 23:20 e 1Cr 11:22, Esd 8:16), sia per indicare la città di Gerusalemme (Is 29,1). Viene portato anche da un arcangelo della tradizione apocrifa giudaico-cristiana, Ariel.
Nella forma Ariel, venne utilizzato da Shakespeare per il personaggio di Ariel ne La tempesta, uno "spirito dell'aria" (dal quale prende il nome Ariel, un satellite di Urano), e poi da Milton per il suo Paradiso perduto, opere che contribuirono alla sua diffusione in Italia. Qui risulta distribuito nel centro-nord per tutte le varianti ed è particolarmente accentrato in Lazio e Lombardia per la forma Ariel (che è usata sia al maschile, sia al femminile, ed è pronunciata sia "Àriel", sia "Arièl"), mentre la forma Ariella, di gran lunga la più diffusa fra le femminili, risulta accentrata in Veneto ed Emilia-Romagna.
In inglese, il nome Ariel è attestato dal XVI secolo al maschile; il suo uso al femminile è documentato già nel XX secolo, ma divenne comune soprattutto a partire dagli anni 1980, dopo che venne chiamata così la protagonista del film Disney La sirenetta; in effetti, almeno i paesi anglofoni, il nome viene in genere associato proprio a questo personaggio.

## Onomastico
Nessun santo porta questo nome, che quindi è adespota; l'onomastico si può eventualmente festeggiare il 1º novembre, in occasione di Ognissanti.

## Persone

### Variante maschile Ariel

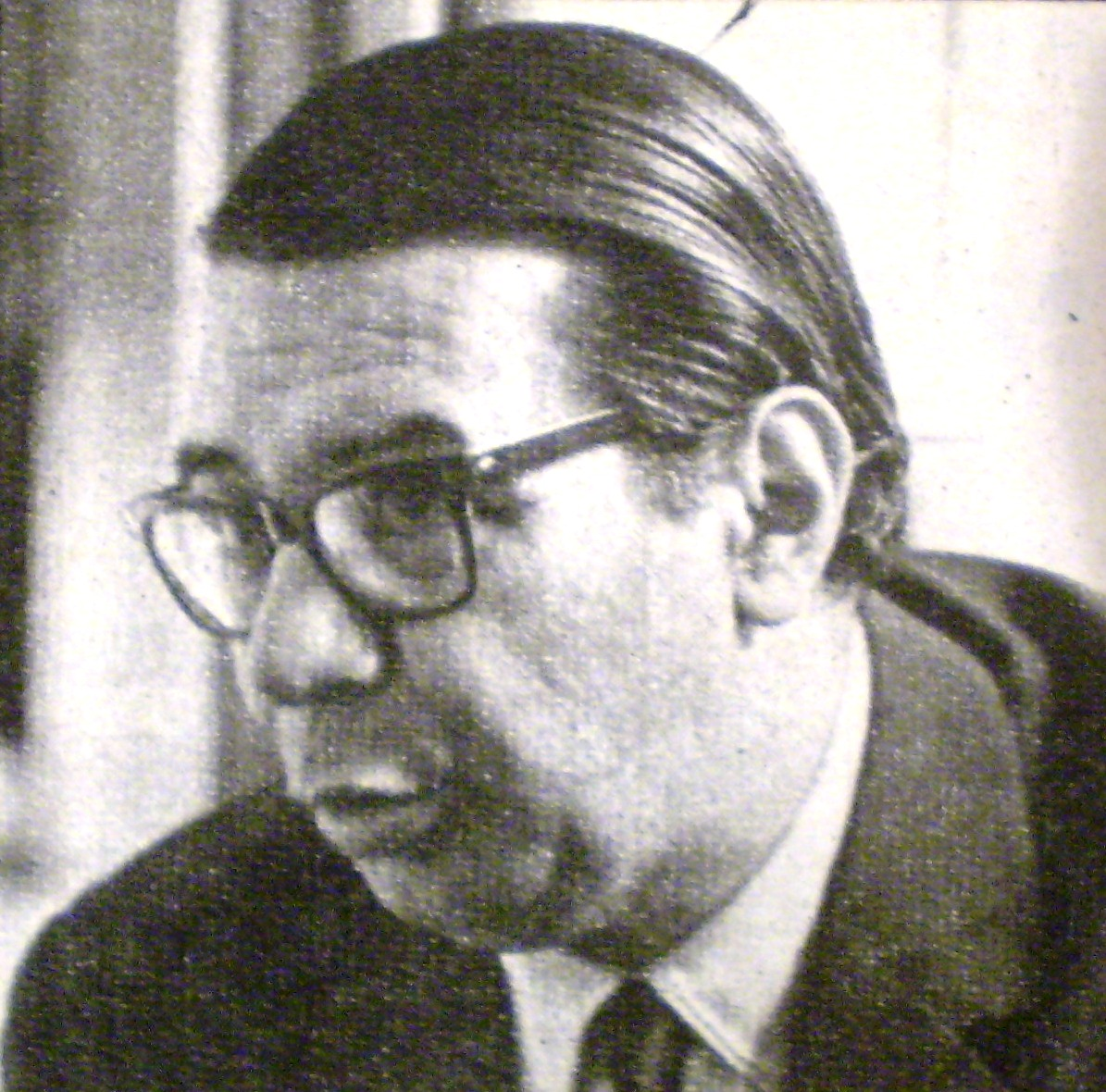
Ariel Ramírez

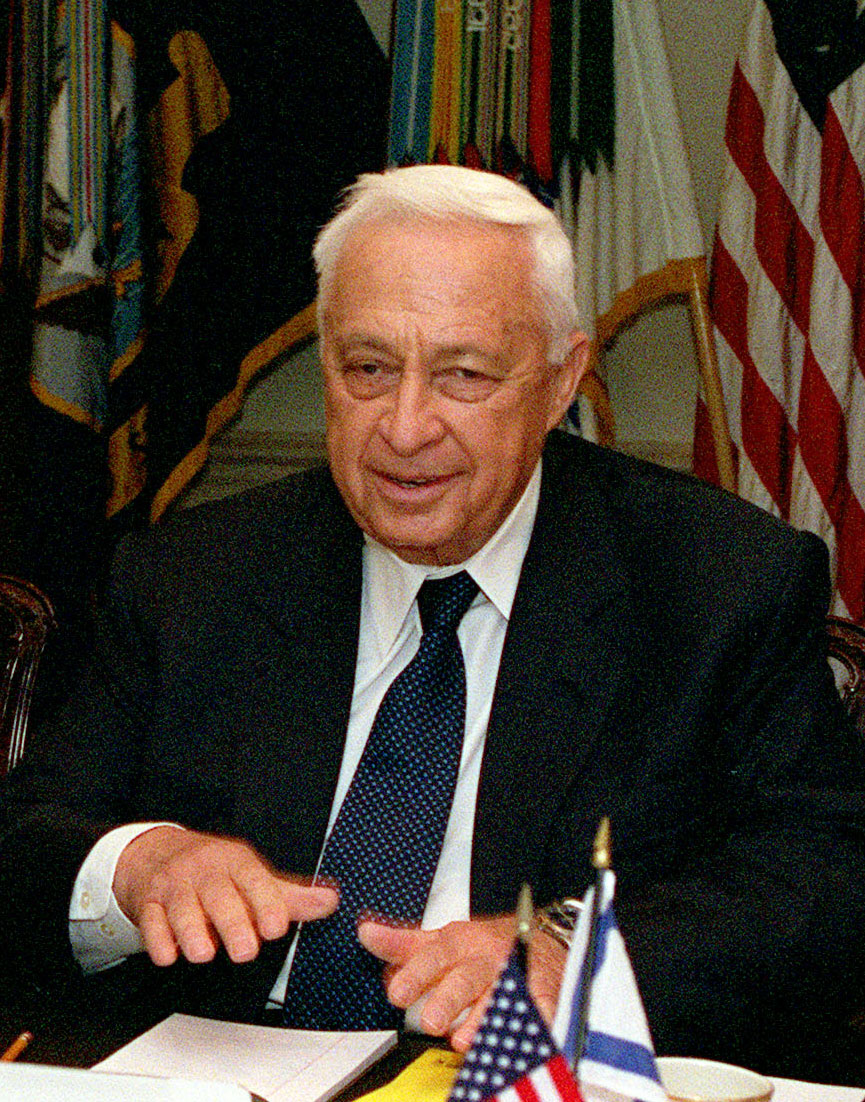
Ariel Sharon

- Ariel Beltramo, calciatore argentino
- Ariel Filloy, cestista italiano
- Ariel Graziani, calciatore argentino naturalizzato ecuadoriano
- Ariel Ibagaza, calciatore argentino
- Ariel Kenig, scrittore e drammaturgo francese
- Ariel López, calciatore argentino
- Ariel Olivetti, fumettista argentino
- Ariel Ortega, calciatore argentino
- Ariel Ramírez, compositore argentino
- Ariel Rosada, calciatore argentino
- Ariel Sharon, politico e generale israeliano
- Ariel Svoboda, cestista argentino
- Ariel Toaff, storico e scrittore italiano

### Variante Arik
- Arik Benado, calciatore israeliano
- Arik Marshall, chitarrista statunitense
- Arik Shivek, allenatore di pallacanestro israeliano
- Arik Vardi, informatico israeliano

### Variante femminile Ariel

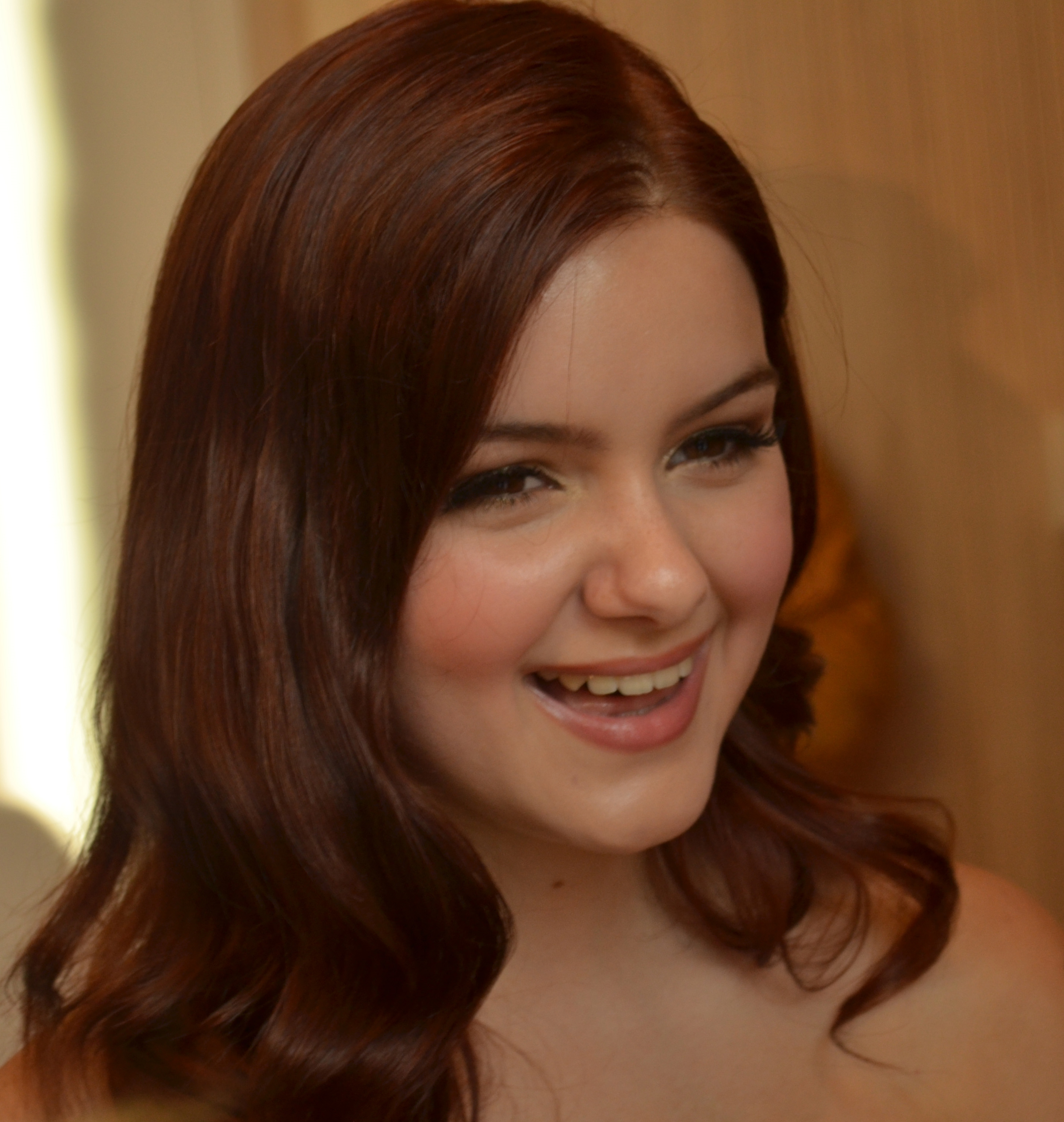
Ariel Winter

- Ariel Lin, cantante e attrice taiwanese
- Ariel Waller, attrice canadese
- Ariel Winter, attrice statunitense

### Altre varianti femminili
- Arielle Dombasle, attrice, regista, cantante e sceneggiatrice statunitense
- Arielle Gold, snowboarder statunitense
- Arielle Kebbel, attrice e modella statunitense
- Ariella Reggio, attrice italiana

## Il nome nelle arti
- Ariel è un personaggio della commedia La tempesta di William Shakespeare.
- Ariel è la protagonista del film Disney del 1989 La sirenetta.
- Ariel è un film del 1988 scritto e diretto da Aki Kaurismäki.
- Ariel è un personaggio della serie di videogiochi Legacy of Kain.
- Arielle è un personaggio del film del 1985 Detective, diretto da Jean-Luc Godard.
- Ariella Kent è un personaggio dei fumetti DC Comics.
- Ariele è il titolo di una poesia di Diego Valeri del 1924.